# Рон Джонсон (політик, Вісконсин)
Рональд Гарольд «Рон» Джонсон (англ. Ronald Harold «Ron» Johnson; нар. 8 квітня 1955, Манкейто, Міннесота) — американський політик, старший сенатор США від штату Вісконсин з 3 січня 2011. Член Республіканської партії. До свого обрання в Сенат, він був головним виконавчим директором PACUR, LLC (виробник поліестеру і пластмаси). Закінчив Університет Міннесоти. Віцеголова Групи підтримки України в Сенаті США.

## Біографія
Голова Підкомітету з питань зовнішніх зв'язків Сенату з питань Європи та регіонального співробітництва в галузі безпеки. Джонсон ініціював і підтримував законодавчі акти, що повинні були притягнути Росію до відповідальності за агресію в Україні. Зокрема, він розробляв резолюції сенату щодо до жорсткішого реагування на агресію РФ у Керченській протоці в листопаді 2018-го, а також санкцій, пов'язаних із «Північним потоком-2».
27 серпня 2019 року Рональда в складі делегації конгресу США не пустили на територію РФ.
В 2024-му році проголосував проти законопроекту про виділення допомоги воюючій Україні (в числі 15 сенаторів-республіканців).

## Сім'я
Одружений, має трьох дітей.